# 岩倉村 (石川県)
岩倉村（いわくらむら）は、石川県鳳至郡に存在した村である。

## 地理

### 隣接していた市町村
- 村
  - 鳳至郡町野村・西町村・珠洲郡西海村

## 歴史

### 沿革
- 1889年（明治22年）4月1日 町村制の施行により、鳳至郡西時国村、南時国村、敷戸村、寺地村及び広江村を廃し、その区域をもって鳳至郡岩倉村を設置する。
- 1908年（明治41年）4月1日 鳳至郡町野村、西町村及び岩倉村を廃し、その区域をもって鳳至郡町野村を設置する。岩倉村の5大字は町野村に継承。

## 行政

### 村長
| 代 | 人 | 氏名       | 就任                       | 退任                       | 備考 |
| -- | -- | ---------- | -------------------------- | -------------------------- | ---- |
| 1  | 1  | 中村清松   | 1889年（明治22年）6月18日  | 1893年（明治26年）6月15日  |      |
| 2  | 1  | 中村清松   | 1893年（明治26年）7月14日  | 1897年（明治30年）6月13日  |      |
| 3  | 2  | 時国甫太郎 | 1897年（明治30年）10月13日 | 1897年（明治30年）11月20日 |      |
| 4  |    | 中村清松   | 1898年（明治31年）4月5日   | 1902年（明治35年）4月4日   |      |
| 5  | 3  | 本谷定次郎 | 1902年（明治35年）5月8日   | 1906年（明治39年）5月7日   |      |
| 6  | 4  | 福光亀之助 | 1906年（明治39年）6月5日   | 1908年（明治41年）3月31日  |      |